# Jean-Frédéric Brun
Pour les articles homonymes, voir Brun.
Jean-Frédéric Brun (en français) ou Joan-Frederic Brun (en occitan), né le 6 décembre 1956 à Montpellier est un écrivain français de langue occitane.

## Biographie
Médecin hospitalier et chercheur, fasciné dès l'adolescence par les possibilités d’expression de l'occitan, il a publié dans cette langue plusieurs romans ou recueils de nouvelles (Lo retrach dau dieu Negre (1986), Setembralas (1994), Lo temps clar de las encantadas, 2005, Luònh 2005). Le fantastique sous ses différentes facettes est omniprésent dans ces textes, allant de la science-fiction au "réalisme fantastique" d'inspiration sud-américaine, en passant par l'exploration d'états modifiés de conscience lors d'un coma, et surtout la redécouverte passionnée d'un imaginaire populaire occitan : le thème des fées cévenoles.
L'essentiel de son œuvre poétique est paru en revue. Son premier recueil de poèmes, Estius e Secaresas, reçut un bon accueil, notamment de la part de Max Rouquette et de Bernard Manciet. Ce dernier lui écrivait en 1979 : « Tout y est, facture, aisance, éclat, brouillage et amour. [...] Cette lecture suscite en moi, je vous l'avoue, quelque jalousie subtile [...] vous voilà l'un des princes de nos jeunes poètes. »
En tirage limité parurent : Òdas Ivernencas (2001), Li souleiado e li Mirage (2002), Lo doç esmai (2003).
Collaborateur de la revue Òc depuis 1974, ainsi que d'autres revues occitanes (L'éther vague, Lou Liame, Aicí e Ara, Reclams, Gai Saber) Jean-Frédéric Brun a également développé un site internet, sur la langue et la littérature occitane, avec un éclairage portant davantage sur le parler montpelliérain et ses richesses encore mal inventoriées, et plus récemment le site occitanpoetry qui vise à présenter à un public non francophone la poésie occitane. Il est président de l'association Amistats Max Rouquette, dont l'objectif est de perpétuer et faire mieux connaître l'œuvre du grand écrivain, dont il fut un élève, et, depuis 2008, de la section de langue occitane du PEN international.
Il est présent à chaque manifestation au Château de Vissec à Vissec qui est pour lui le centre du Royaume des "Encantadas", où il raconte des "sornetas" en occitan où sont en bonne place : "Peperelet ou Pépérelet" et "Turlendu".
Une fois encore, Jean-Frédéric Brun a répondu présent : Le Château de Vissec a reçu une centaine de visiteurs pour les Journées Européennes du Patrimoine le 17 septembre 2016. L'Académie des Hauts Cantons y a donné une lecture à trois voix de  son "L'Anèl de la Serpnassa" lu par lui-même en occitan et accompagné en français par Jordi Péladan et Madeleine Ribot-Vinas l'adaptatrice et organisatrice, devant 68 auditeurs attentifs.